# Oncideres satyra
Oncideres satyra är en skalbaggsart som beskrevs av Bates 1865. Oncideres satyra ingår i släktet Oncideres och familjen långhorningar.
Artens utbredningsområde är:
- Guyana.
- Venezuela.

Inga underarter finns listade i Catalogue of Life.